# الجرفة (المخادر)

تعديل مصدري - تعديل

الجرفة محلة تابعة لقرية مسعود، التابعة لعزلة السحول بمديرية المخادر إحدى مديريات محافظة إب في الجمهورية اليمنية، بلغ تعداد سكانها 27 حسب تعداد اليمن لعام 2004.